# 阿蒙漢
阿蒙漢（Amon Hen）是英國作家托爾金奇幻小說中土大陸裡的虛構山丘，也是《魔戒》第一部結尾魔戒遠征隊分散的地方。
「阿蒙漢」在辛達林語中有「眼睛之山」（Hill of the Eye）的意思。
阿蒙漢位於安都因河西岸，南希索湖（Nen Hithoel）的南端，拉洛斯瀑布（Falls of Rauros）的上方。阿蒙漢是其中一個形成拉洛斯瀑布的三個山峰，其餘兩個是阿蒙羅（Amon Lhaw）及位於兩峰之間的島嶼托爾布蘭達（Tol Brandir）。
山頂王座（Seat of Seeing）建在阿蒙漢之上，作為剛鐸在洛汗北境的監視塔樓，建造於洛汗早期，甚至是更早的第二紀元。在第三紀元的魔戒聖戰時期，它跟阿蒙蘇爾一樣早已廢棄多時。
在《魔戒》中，魔戒遠征隊沿安都因河來到阿蒙漢休整，並在這裡決定該往哪裡走，然而最終的結果卻是在此地解散：佛羅多及山姆渡過安都因河，繼續向東前往魔多。而遠征隊其他成員則在阿蒙漢的樹林內與半獸人和強獸人戰鬥，波羅莫遭殺害。

## 改編描述
在彼得·傑克森執導的電影《魔戒首部曲：魔戒現身》裡，概念設計師艾倫·李希望能創造一個較大的阿蒙漢遺跡，包括了周邊一些建築物的廢墟。按照導演傑克森的安排，在影片裡波羅莫試圖從佛羅多那裡奪取魔戒一幕的背景中，一個傾倒在地的雕像頭顱「沉默悲哀地目睹了一切」:80。

## 其他用法
托爾金協會（The Tolkien Society）定期出版的刋物也被稱為「阿蒙漢」。